# Nagy-Britannia az 1968. évi téli olimpiai játékokon
Nagy-Britannia a franciaországi Grenoble-ban megrendezett 1968. évi téli olimpiai játékok egyik részt vevő nemzete volt. Az országot az olimpián 7 sportágban 38 sportoló képviselte, akik érmet nem szereztek.

## Alpesisí
Férfi
| Versenyző               | Versenyszám      | Selejtező | Selejtező | Selejtező | Selejtező | Döntő    | Döntő    | Döntő    | Döntő    | Döntő      | Döntő      |
| Versenyző               | Versenyszám      | 1. futam  | 1. futam  | 2. futam  | 2. futam  | 1. futam | 1. futam | 2. futam | 2. futam | Összesítés | Összesítés |
| Versenyző               | Versenyszám      | Idő       | Hely.     | Idő       | Hely.     | Idő      | Hely.    | Idő      | Hely.    | Idő        | Helyezés   |
| ----------------------- | ---------------- | --------- | --------- | --------- | --------- | -------- | -------- | -------- | -------- | ---------- | ---------- |
| David Borradaile        | Lesiklás         |           |           |           |           |          |          |          |          | 2:17,31    | 56.        |
| Luke O'Reilly           | Lesiklás         |           |           |           |           |          |          |          |          | 2:10,99    | 50.        |
| Luke O'Reilly           | Műlesiklás       | 54,35     | 4.        | 56,61     | 2.        | kiesett  | kiesett  | kiesett  | kiesett  | kiesett    | kiesett    |
| Luke O'Reilly           | Óriás-műlesiklás |           |           |           |           | 1:56,25  | 57.      | 1:57,77  | 53.      | 3:54,02    | 54.        |
| Jeremy Palmer-Tomkinson | Lesiklás         |           |           |           |           |          |          |          |          | 2:05,43    | 25.        |
| Jeremy Palmer-Tomkinson | Műlesiklás       | 54,35     | 3.        | 56,14     | 1.        | 54,19    | 36.      | 1:06,93  | 32.      | 2:01,12    | 30.        |
| Jeremy Palmer-Tomkinson | Óriás-műlesiklás |           |           |           |           | 1:53,24  | 47.      | 1:51,06  | 24.      | 3:44,30    | 35.        |
| Ian Todd                | Lesiklás         |           |           |           |           |          |          |          |          | 2:10,00    | 44.        |
| Ian Todd                | Műlesiklás       | 57,53     | 4.        | 57,58     | 2.        | kiesett  | kiesett  | kiesett  | kiesett  | kiesett    | kiesett    |
| Ian Todd                | Óriás-műlesiklás |           |           |           |           | 1:59,66  | 66.      | 1:57,81  | 55.      | 3:57,47    | 60.        |
| Julian Vasey            | Műlesiklás       | 56,02     | 4.        | 1:00,24   | 2.        | kiesett  | kiesett  | kiesett  | kiesett  | kiesett    | kiesett    |
| Julian Vasey            | Óriás-műlesiklás |           |           |           |           | 1:59,44  | 64.      | 2:00,29  | 62.      | 3:59,73    | 62.        |

Női
| Versenyző       | Versenyszám      | 1. futam      | 1. futam      | 2. futam | 2. futam | Összesítés | Összesítés |
| Versenyző       | Versenyszám      | Idő           | Hely.         | Idő      | Hely.    | Idő        | Helyezés   |
| --------------- | ---------------- | ------------- | ------------- | -------- | -------- | ---------- | ---------- |
| Felicity Field  | Lesiklás         |               |               |          |          | 1:42,79    | 6.         |
| Felicity Field  | Műlesiklás       | 44,41         | 17.           | 48,97    | 14.      | 1:33,38    | 14.        |
| Felicity Field  | Óriás-műlesiklás |               |               |          |          | 2:00,55    | 24.        |
| Divina Galica   | Lesiklás         |               |               |          |          | 1:49,39    | 32.        |
| Divina Galica   | Műlesiklás       | nem ért célba | nem ért célba | kiesett  | kiesett  | kiesett    | kiesett    |
| Divina Galica   | Óriás-műlesiklás |               |               |          |          | 1:56,58    | 8.         |
| Gina Hathorn    | Lesiklás         |               |               |          |          | 1:44,36    | 15.        |
| Gina Hathorn    | Műlesiklás       | 41,84         | 5.            | 46,08    | 4.*      | 1:27,92    | 4.         |
| Gina Hathorn    | Óriás-műlesiklás |               |               |          |          | 2:00,80    | 26.        |
| Helen Jamieson  | Lesiklás         |               |               |          |          | 1:48,03    | 26.        |
| Helen Jamieson  | Óriás-műlesiklás |               |               |          |          | 2:02,99    | 30.        |
| Diana Tomkinson | Műlesiklás       | 48,31         | 28.           | 52,62    | 22.      | 1:40,93    | 23.        |

* - egy másik versenyzővel azonos eredményt ért el

## Biatlon
| Versenyző                                                  | Versenyszám      | Lövőhiba | Időeredmény | Helyezés |
| ---------------------------------------------------------- | ---------------- | -------- | ----------- | -------- |
| Frederick Andrew                                           | 20 km egyéni     | 7        | 1:29:21,3   | 36.      |
| Roger Bean                                                 | 20 km egyéni     | 5        | 1:24:07,5   | 16.      |
| Marcus Halliday                                            | 20 km egyéni     | 19       | 1:42:40,5   | 59.      |
| Alan Notley                                                | 20 km egyéni     | 7        | 1:32:23,1   | 44.      |
| Marcus Halliday Alan Notley Peter Tancock Frederick Andrew | 4 × 7,5 km váltó | 9        | 2:34:40,9   | 12.      |

## Bob
| Versenyző                                          | Versenyszám | 1. futam | 1. futam | 2. futam | 2. futam | 3. futam | 3. futam | 4. futam | 4. futam | Összesítés | Összesítés |
| Versenyző                                          | Versenyszám | Idő      | Hely.    | Idő      | Hely.    | Idő      | Hely.    | Idő      | Hely.    | Idő        | Helyezés   |
| -------------------------------------------------- | ----------- | -------- | -------- | -------- | -------- | -------- | -------- | -------- | -------- | ---------- | ---------- |
| Tony Nash Robin Dixon                              | Kettes      | 1:10,57  | 3.       | 1:11,60  | 5.       | 1:11,77  | 8.       | 1:11,22  | 3.       | 4:45,16    | 5.         |
| John Blockey Mike Freeman                          | Kettes      | 1:12,06  | 13.      | 1:12,25  | 11.      | 1:13,79  | 19.      | 1:13,17  | 16.      | 4:51,27    | 15.        |
| Tony Nash Guy Renwick Robin Widdows Robin Dixon    | Négyes      | 1:10,45  | 4.       | 1:08,39  | 9.       |          |          |          |          | 2:18,84    | 8.         |
| John Blockey John Brown Timothy Thorn Mike Freeman | Négyes      | 1:11,52  | 15.      | 1:08,67  | 12.      |          |          |          |          | 2:20,19    | 14.        |

## Gyorskorcsolya
Férfi
| Versenyző       | Versenyszám | Eredmény      | Helyezés      |
| --------------- | ----------- | ------------- | ------------- |
| John Blewitt    | 5000 m      | 7:59,8        | 27.           |
| David Bodington | 500 m       | nem ért célba | nem ért célba |
| David Bodington | 1500 m      | 2:19,1        | 53.           |
| Geoff Stockdale | 500 m       | 42,1          | 26.**         |
| Geoff Stockdale | 1500 m      | 2:15,6        | 43.           |
| John Tipper     | 500 m       | 41,5          | 19.*          |
| John Tipper     | 1500 m      | 2:12,4        | 28.           |

Női
| Versenyző              | Versenyszám | Eredmény | Helyezés |
| ---------------------- | ----------- | -------- | -------- |
| Patricia Demartini     | 1000 m      | 1:44,6   | 28.      |
| Patricia Demartini     | 1500 m      | 2:40,6   | 29.      |
| Martine Ivangine       | 500 m       | 48,5     | 22.      |
| Martine Ivangine       | 1000 m      | 1:37,4   | 17.*     |
| Martine Ivangine       | 1500 m      | 2:29,9   | 14.*     |
| Martine Ivangine       | 3000 m      | 5:19,3   | 15.      |
| Marie-Louise Perrenoud | 500 m       | 48,2     | 19.*     |
| Marie-Louise Perrenoud | 1000 m      | 1:39,3   | 24.      |
| Marie-Louise Perrenoud | 1500 m      | 2:39,2   | 28.      |
| Marie-Louise Perrenoud | 3000 m      | 5:41,7   | 25.      |
| Patricia Tipper        | 1000 m      | 1:46,5   | 29.      |
| Patricia Tipper        | 3000 m      | 5:49,0   | 26.      |

* - egy másik versenyzővel azonos eredményt ért el

## Műkorcsolya
| Versenyző                    | Versenyszám  | Kötelező elemek   | Kötelező elemek | Kűr               | Kűr   | Összesítés                     | Összesítés                     | Összesítés                     | Összesítés                     | Összesítés                     | Összesítés                     | Összesítés                     | Összesítés                     | Összesítés                     | Összesítés        | Összesítés        | Összesítés  | Összesítés | Összesítés |
| Versenyző                    | Versenyszám  | Kötelező elemek   | Kötelező elemek | Kűr               | Kűr   | Helyezési pontszámok bírónként | Helyezési pontszámok bírónként | Helyezési pontszámok bírónként | Helyezési pontszámok bírónként | Helyezési pontszámok bírónként | Helyezési pontszámok bírónként | Helyezési pontszámok bírónként | Helyezési pontszámok bírónként | Helyezési pontszámok bírónként | Több. hely. száma | Több. hely. össz. | Hely. össz. | Pont       | Helyezés   |
| Versenyző                    | Versenyszám  | Több. hely. száma | Hely.           | Több. hely. száma | Hely. | 1                              | 2                              | 3                              | 4                              | 5                              | 6                              | 7                              | 8                              | 9                              | Több. hely. száma | Több. hely. össz. | Hely. össz. | Pont       | Helyezés   |
| ---------------------------- | ------------ | ----------------- | --------------- | ----------------- | ----- | ------------------------------ | ------------------------------ | ------------------------------ | ------------------------------ | ------------------------------ | ------------------------------ | ------------------------------ | ------------------------------ | ------------------------------ | ----------------- | ----------------- | ----------- | ---------- | ---------- |
| Michael Williams             | Férfi egyéni | 6×16+             | 15.             | 5×16+             | 15.   | 15,0                           | 19,0                           | 17,0                           | 16,0                           | 16,0                           | 16,0                           | 15,0                           | 15,0                           | 18,0                           | 6×16+             | 93,0              | 147,0       | 1650,9     | 15.        |
| Haig Oundjian                | Férfi egyéni | 6×20+             | 19.             | 6×13+             | 13.   | 16,0                           | 17,0                           | 20,0                           | 18,0                           | 15,0                           | 17,0                           | 18,0                           | 18,0                           | 15,0                           | 5×17+             | 80,0              | 154,0       | 1639,5     | 17.        |
| Sally-Anne Stapleford        | Női egyéni   | 6×8+              | 7.              | 5×18+             | 17.   | 13,0                           | 9,0                            | 11,0                           | 13,0                           | 9,0                            | 12,0                           | 11,0                           | 17,0                           | 10,0                           | 5×11+             | 50,0              | 105,0       | 1680,9     | 11.        |
| Patricia Dodd                | Női egyéni   | 6×9+              | 9.              | 7×27+             | 27.   | 21,0                           | 19,0                           | 19,0                           | 16,0                           | 11,0                           | 15,0                           | 7,0                            | 18,0                           | 14,0                           | 5×16+             | 63,0              | 140,0       | 1634,6     | 15.        |
| Frances Waghorn              | Női egyéni   | 5×22+             | 22.             | 7×28+             | 28.   | 26,0                           | 27,0                           | 22,0                           | 28,0                           | 20,0                           | 27,0                           | 23,0                           | 14,0                           | 24,0                           | 5×24+             | 103,0             | 211,0       | 1557,2     | 24.        |
| Linda Bernard Raymond Wilson | Páros        | 9×18+             | 18.             | 9×18+             | 18.   | 18,0                           | 18,0                           | 18,0                           | 18,0                           | 17,0                           | 18,0                           | 17,0                           | 18,0                           | 18,0                           | 9×18+             | 160,0             | 160,0       | 251,2      | 18.        |

## Sífutás
Férfi
| Versenyző     | Versenyszám | Eredmény | Helyezés |
| ------------- | ----------- | -------- | -------- |
| Victor Dakin  | 15 km       | 56:49,9  | 58.      |
| Peter Tancock | 15 km       | 57:31,1  | 59.      |

## Szánkó
| Versenyző          | Versenyszám | 1. futam | 1. futam | 2. futam | 2. futam | 3. futam | 3. futam | Összesítés | Összesítés |
| Versenyző          | Versenyszám | Idő      | Hely.    | Idő      | Hely.    | Idő      | Hely.    | Idő        | Helyezés   |
| ------------------ | ----------- | -------- | -------- | -------- | -------- | -------- | -------- | ---------- | ---------- |
| Richard Liversedge | Férfi egyes | 1:02,83  | 40.      | 1:02,81  | 39.      | 1:01,40  | 36.      | 3:07,04    | 39.        |
| James Manclark     | Férfi egyes | 1:02,99  | 41.      | 1:03,12  | 41.      | 1:01,83  | 40.      | 3:07,94    | 40.        |